# Фриц Редъл
Фриц Редъл (на немски: Fritz Redl) е австрийски педагог и психоаналитик, който използва своите знания за разбирането на детските поведенчески проблеми.

## Биография
Роден е на 9 септември 1902 година в Грац, Австро-Унгария. По време на Втората световна война емигрира в САЩ и се установява в Детройт. Там започва работа в Щатския университет „Уейн“. Завършва психология под ръководството на Карл и Шарлоте Бюлер и се обучава като психоаналитик във Виенското психоаналитично общество при Ана Фройд. Става негов член през 1928 г.
В САЩ Редъл заедно със студента си Дейвид Уайнман създава Pioneer House – място за приютяване на юноши и деца от 8 до 12 години с девиантно поведение. Определян е като „бащата“ на психообучението.
Умира на 9 февруари 1988 година в САЩ на 85-годишна възраст.